# Górzno (Mazovië)
Górzno is een dorp in het Poolse woiwodschap Mazovië, in het district Garwoliński. De plaats maakt deel uit van de gemeente Górzno.